# Bernard L. Austin

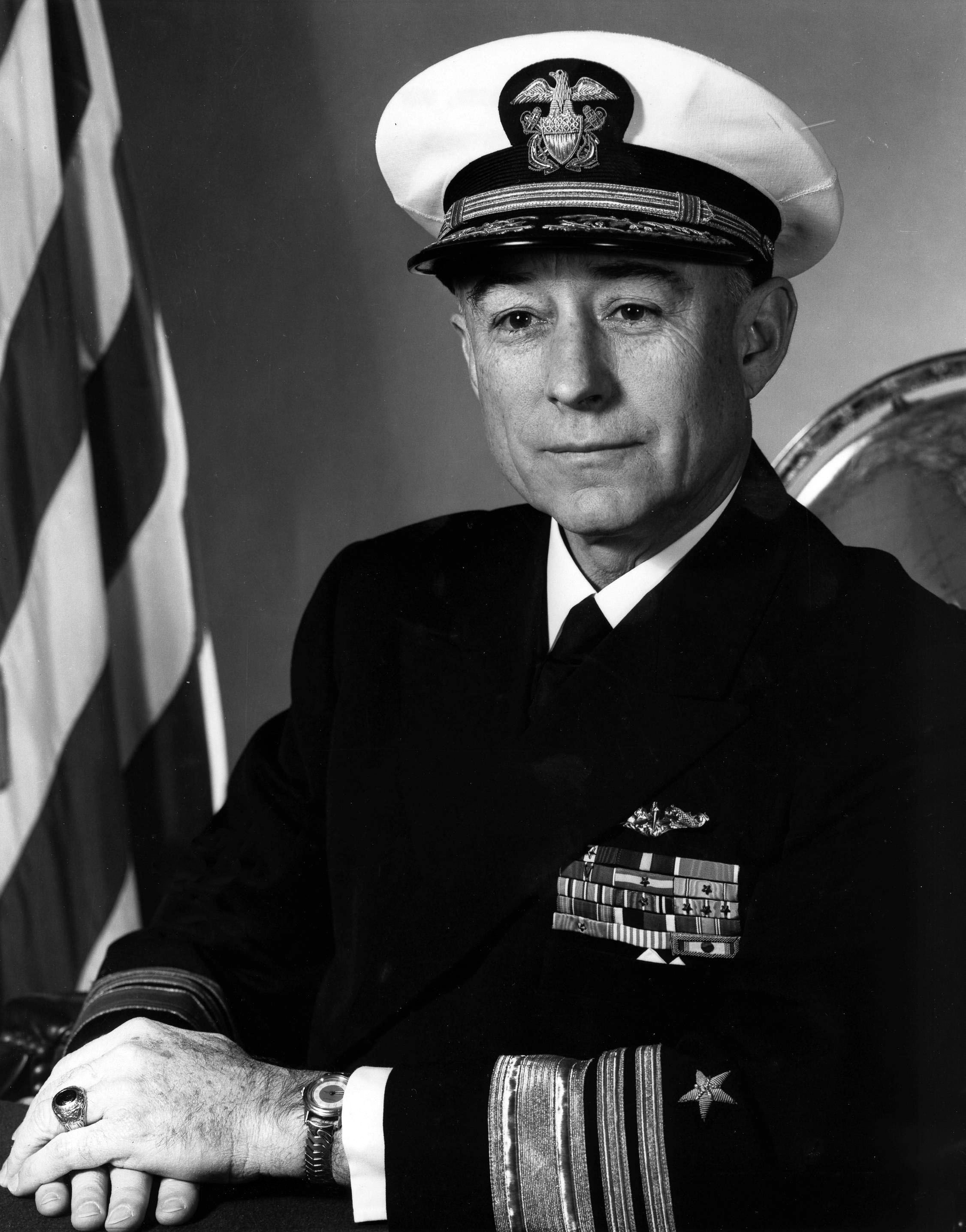
Vizeadmiral Bernard L. Austin

Bernard Lige Austin (* 15. Dezember 1902 in Wagener, South Carolina; † 21. September 1979 in Bethesda, Maryland) war ein US-amerikanischer Vizeadmiral der US Navy, der unter anderem zwischen 1960 und 1964 Präsident des Naval War College war.

## Leben

### Ausbildung und Verwendung als Marineoffizier
Austin trat nach dem Schulbesuch in die US Navy ein und absolvierte die US Naval Academy in Annapolis, die er 1924 abschloss. Danach fand er kurzzeitig Verwendung im Büro für Artillerie des Marineministeriums (United States Department of the Navy), wo er sich mit der Fabrik für Marinekanonen, die Marineprüfungsanstalt in Dahlgren und der Marineschießpilverfabrik in Indian Head befasste. Im August 1924 wurde er auf das Schlachtschiff USS New York versetzt und dann von Juli bis Dezember 1926 zum Marinetorpedostützpunkt in Newport, ehe er eine U-Boot-Ausbildung auf der USS Chewink auf dem U-Boot-Stützpunkt in New London erhielt. Im Anschluss wurde er im Juli 1927 Offizier auf dem U-Boot R-10 in Pearl Harbor und dann von Juni 1929 bis Mai 1931 auf dem U-Boot R-6.
Danach war Austin von Mai 1931 bis Mai 1934 Ausbilder in der Abteilung für Elektroingenieurwesen und Physik an der US Naval Academy sowie zwischen Mai 1934 und Juni 1937 Kommandant des U-Bootes R-11 und im Anschluss sechs Monate lang bis Dezember 1937 Verwaltungsoffizier der USS Potomac. Im Dezember 1937 wechselte er als Offizier für Öffentlichkeitsarbeit in das Marineministerium und blieb dort bis August 1940 als Marinebeobachtungsoffizier zur Botschaft im Vereinigten Königreich abgeordnet wurde.

### Zweiter Weltkrieg und Nachkriegszeit
Im Anschluss fungierte er von Februar bis Dezember 1942 als Kommandant von USS Woolsey und danach als erster Kommandant des neugebauten Zerstörers Foote, ehe er im Mai 1943 Kommandeur der Zerstörerdivision 46 wurde. Danach wurde er im Dezember 1943 Kommodore des Zerstörergeschwaders 14 sowie zeitgleich Kommandeur der Zerstörerdivision. Am 15. Februar 1944 erfolgte seine Ernennung zum Vize-Chef des Stabes für Operationen und Ausbildung im Stab des Zerstörerkommandos der US Pacific Fleet, übernahm aber bereits am 9. Juni 1944 die Funktion als Vize-Chef des Stabes für Verwaltung beim Oberkommandierenden der Pazifikflotte und des Pazifikraums.
Am 25. Oktober 1945 wurde Austin in das Büro des Chief of Naval Operations versetzt und übernahm im Dezember 1945 das Amt als Marinesekretär im staatlichen Kriegs- und Marine-Koordinierungsausschusses. Nach einer Ausbildung am US Army War College wurde er im Juni 1947 Assistent des Assistant Chief of Naval Operations für militärpolitische Angelegenheiten und befand sich daraufhin von Oktober 1949 bis Oktober 1950 zu einer Spezialausbildung in Großbritannien.
Im Januar 1950 erfolgte seine Ernennung zum Kommandeur des Servicegeschwaders 1 und danach im Juli 1950 seine Abordnung in den West-Pazifik, um dort den Aufbau des Servicegeschwaders 3 zu koordinieren. Im Mai 1951 wurde er zunächst Vize-Direktor der Abteilung für Internationale Angelegenheiten im Büro des Chief of Naval Operations und war danach von Februar 1952 bis März 1954 Direktor dieser Abteilung. Daraufhin wurde er Kommandeur der Kreuzerdivision 2 und wurde im April 1955 zum Stab des Supreme Allied Commander Europe (SACEUR) versetzt.

### Präsident des Naval War College

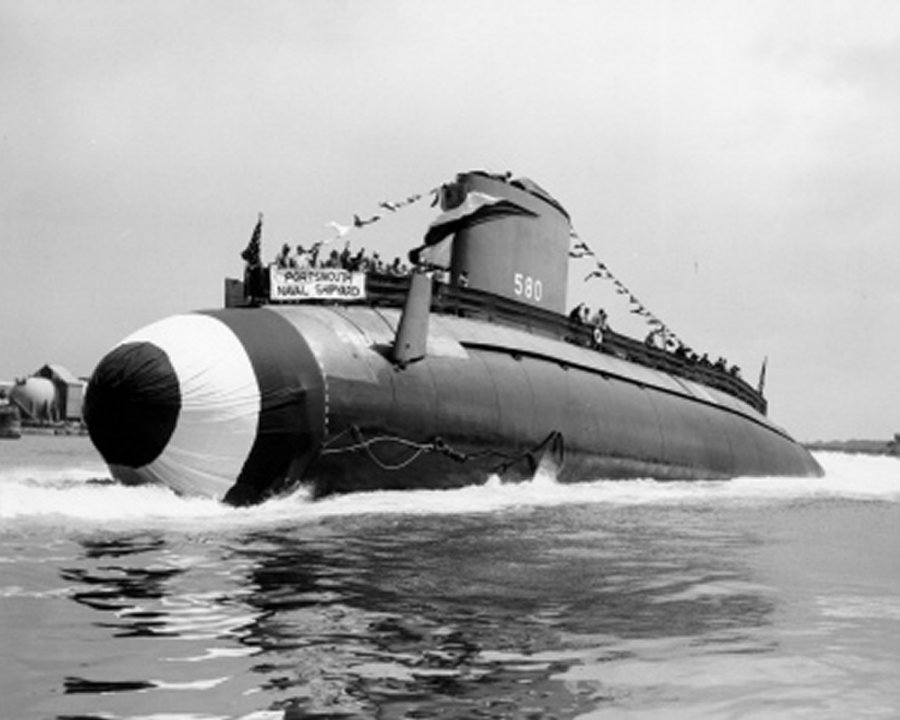
Stapellauf der Barbel am 19. Juli 1958

Am 15. März 1956 wurde Austin Direktor des Vereinigten Stabsbüros der Joint Chiefs of Staff (JCS) und nach dortiger dreijähriger Tätigkeit am 5. Mai 1958 Befehlshaber der Zweiten Flotte mit zusätzlicher Funktion als Befehlshaber der Eingriffsflotte (Strike Fleet) im Atlantik. Im Anschluss wurde er im Februar 1959 stellvertretender Chief of Naval Operations für Planung und Politik im Marineministerium. Am 19. Juli 1958 war seine Ehefrau die Taufpatin des U-Bootes Barbel.
Zuletzt wurde er im Juni 1960 als Nachfolger von Stuart H. Ingersoll Präsident des Naval War College in Newport. Auf diesem Posten verblieb er bis zu seiner Versetzung in den Ruhestand am 31. Juli 1964 und wurde dann von Charles L. Melson abgelöst.
Für seine militärischen Verdienste wurde Austin mehrfach ausgezeichnet und erhielt unter anderem das Navy Cross mit Goldkreuz (anstelle eines weiteren Navy Cross), die Navy Distinguished Service Medal, die Legion of Merit, den Bronze Star mit Combat V sowie die Schleife zur Presidential Unit Citation.

## Veröffentlichung
- Naval Strategy. A Lecture devilvered at Naval War College, 18. January 1962, in: Naval War College Review, Januar/Februar 1962, S. 22–42
- Military Considerations in National Strategy. An Address delivered during the Fifteenth Annual Global Strategy Discussions on 11 June 1963, in: Naval War College Review, Dezember 1963, S. 1–13